# 銀線灣

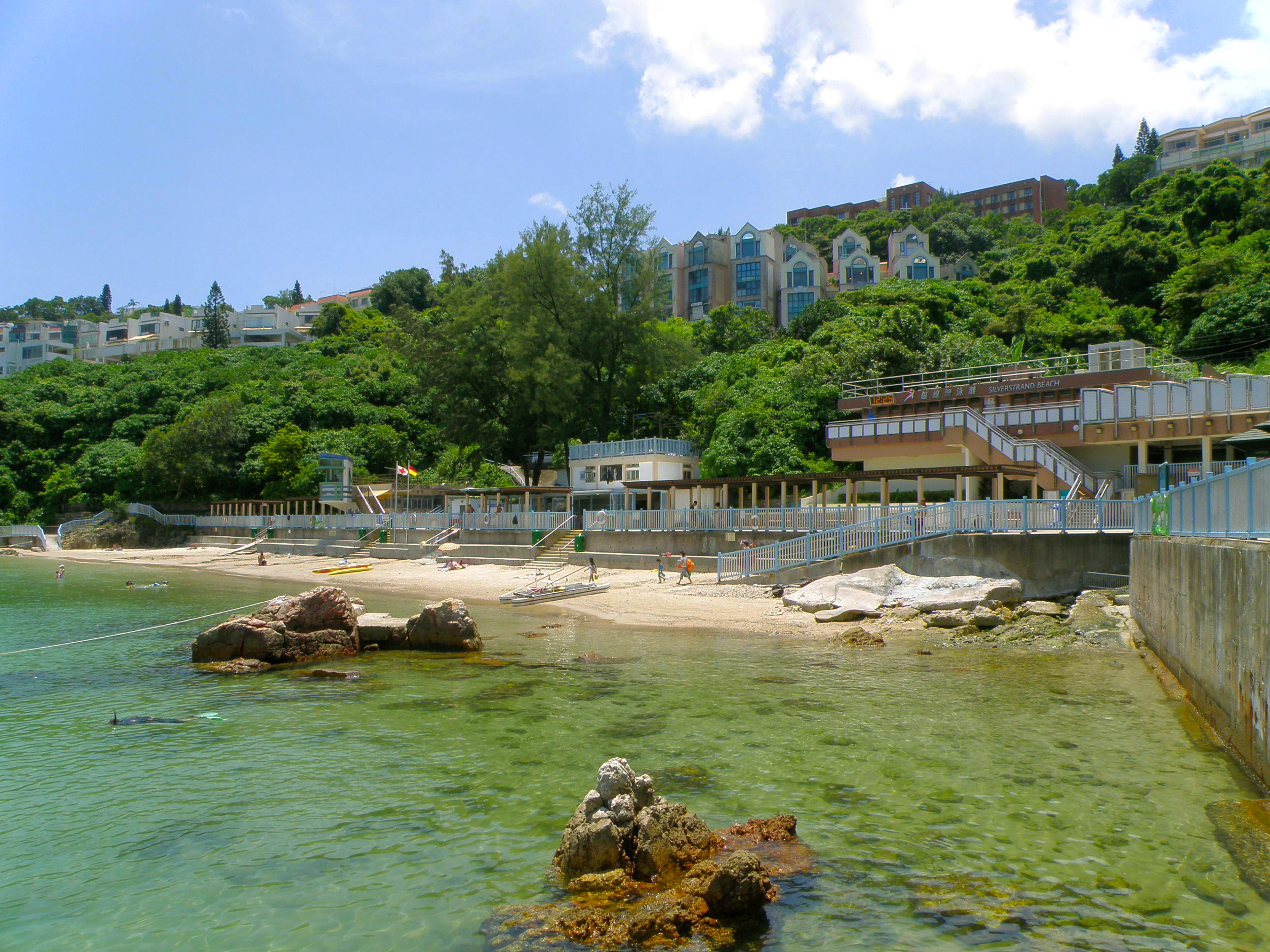
銀線灣（潮漲）

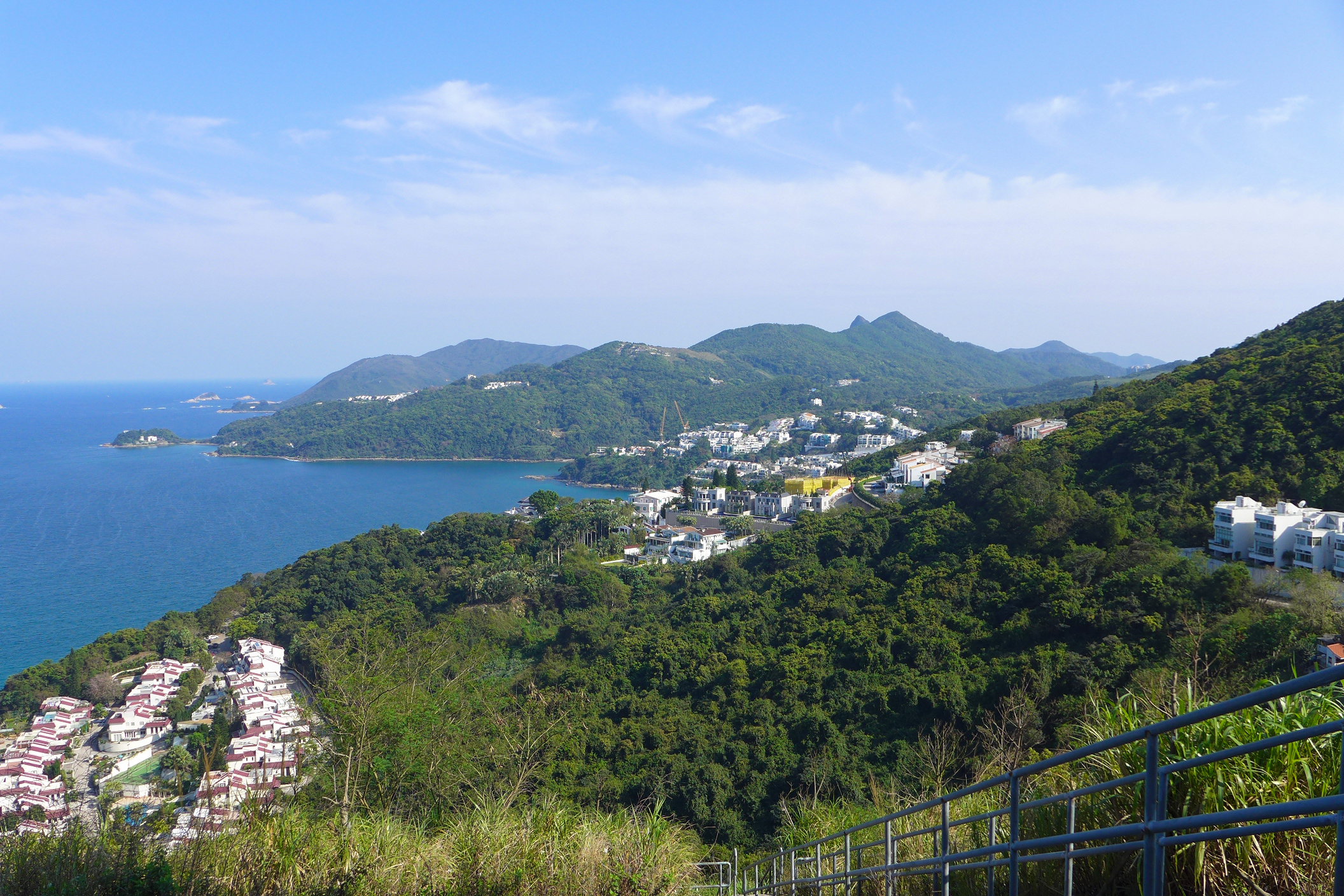
銀線灣一帶的洋房

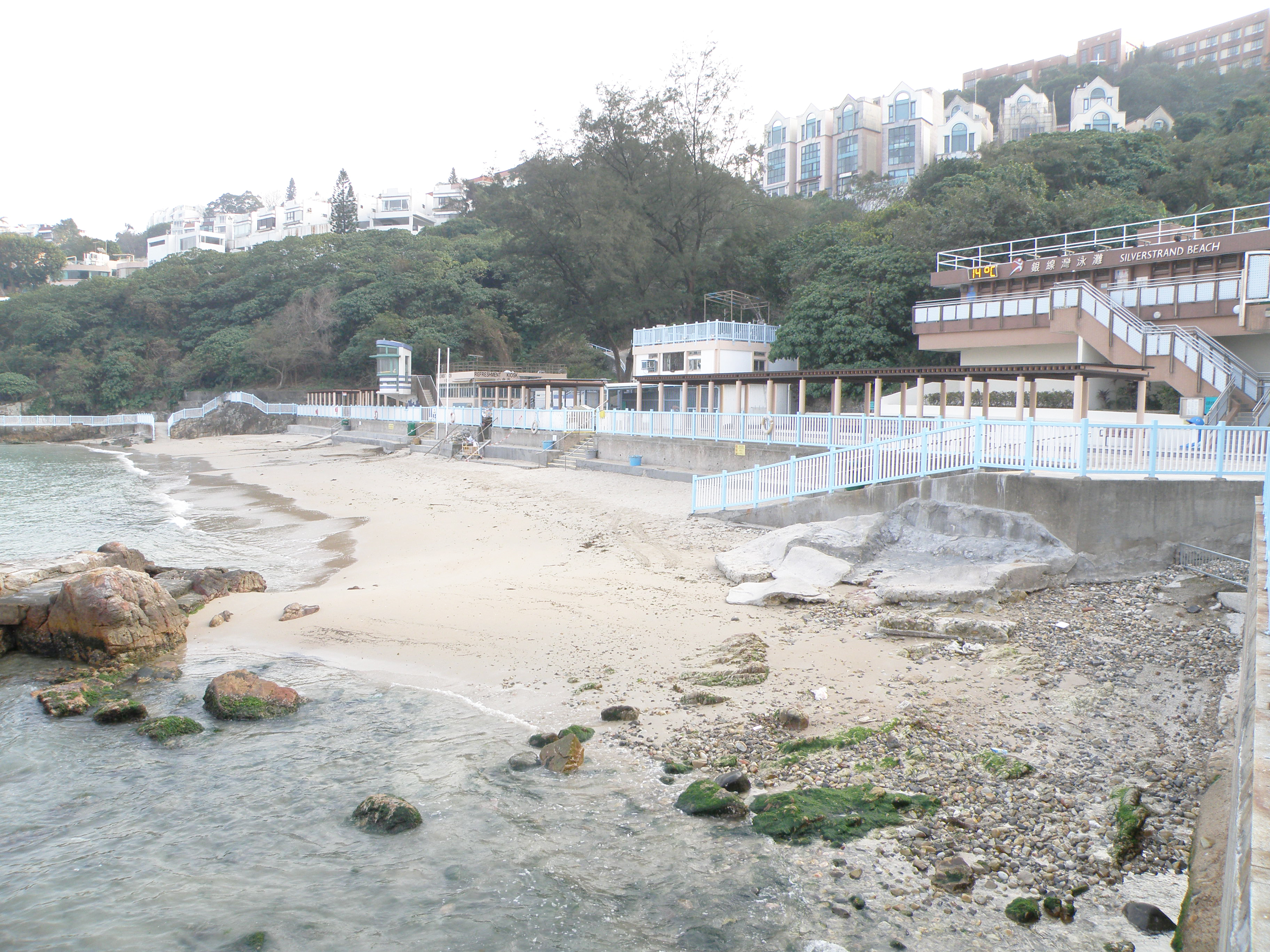
銀線灣（潮退）

銀線灣（英語：Silverstrand）位於香港新界西貢區清水灣半島的東北面，為區內較窄的海灣及社區。銀線灣泳灘是在銀線灣高尚住宅下方唯一由香港康樂及文化事務署轄下的泳灘，並已裝設防鯊網，而附近有兩個獨立沙灘，碧沙灣和小棕林。
泳灘附近設不少豪宅，座落於清水灣道分支的銀線灣道、銀岬路及碧沙路三條大街及其他小路上的物業，粗略統計有約40組屋苑，合共提供約600座洋房。

## 設施
- 小食亭
- 更衣室
- 淋浴設備
- 洗手間
- 浮台

## 意外事件
- 1991年6月8日，65歲女子梁金好，右腿及腰部被鯊魚咬噬慘死。
- 1993年6月11日，60歲男子鄺廣興，右手臂及左腿被鯊魚咬去，終究不治[2]。

自此之後，政府宣佈於所有泳灘加裝防鯊網，防止意外再次發生。 （页面存档备份，存于）

## 歷史
自西貢區在1980年代開始為旅遊業人士及遊客青睞以來，便有旅客希望入住銀線灣的小酒店。因為其泳灘的水質一向良好，而且交通及鄰近購物設備較其餘西貢區泳灘稍為便利。

## 附近建築
- 銀線灣廣場

## 公共交通
暫時除了的士外，未有交通工具能直接到達，乘以下交通工具需要步行五至十分鐘才會到達銀線灣泳灘。

巴士
91M及792M線須於坑口道（水邊村）站下車後步行14分鐘左右。而91則可於清水灣道迴旋處前後下車，沿車路直行，並走一百多級樓梯。
小巴

## 區議會議席分佈
銀線灣附近只有低密度發展的住宅，人口不多，所以跟隨清水灣半島其他地方組合為坑口東選區，選出一名區議員。
| 年度/範圍      | 2000-2003      | 2004-2007      | 2008-2011      | 2012-2015      | 2016-2019      |
| -------------- | -------------- | -------------- | -------------- | -------------- | -------------- |
| 銀線灣全部範圍 | Q04 坑口東選區 | Q04 坑口東選區 | Q04 坑口東選區 | Q04 坑口東選區 | Q04 坑口東選區 |

## 外部連結
- 康文署 - 西貢泳灘列表 （页面存档备份，存于）
- 西貢站 網頁